# Chile Open (tenis)
Chile Open este un turneu profesionist de tenis masculin care se joacă pe terenuri de zgură, în aer liber, la Santiago, Chile. Face parte din ATP Tour 250 al Asociației Profesioniștilor din Tenis (ATP).

## Rezultate

### Simplu
| An                       | Campion              | Finalist                | Scor                    |
| Santiago (1976–1981)     | Santiago (1976–1981) | Santiago (1976–1981)    | Santiago (1976–1981)    |
| ------------------------ | -------------------- | ----------------------- | ----------------------- |
| 1976                     | José Higueras        | Carlos Kirmayr          | 5–7, 6–4, 6–4           |
| 1977                     | Guillermo Vilas      | Jaime Fillol            | 6–0, 2–6, 6–4           |
| 1978                     | José Luis Clerc      | Víctor Pecci            | 3–6, 6–3, 6–1           |
| 1979                     | Hans Gildemeister    | José Higueras           | 7–5, 5–7, 6–4           |
| 1980                     | Víctor Pecci         | Christophe Freyss       | 4–6, 6–4, 6–3           |
| 1981                     | Hans Gildemeister    | Andrés Gómez            | 6–4, 7–5                |
| Viña del Mar (1981–1983) |                      |                         |                         |
| 1981                     | Víctor Pecci         | José Higueras           | 6–4, 6–0                |
| 1982                     | Pedro Rebolledo      | Raúl Ramírez            | 6–4, 3–6, 7–6           |
| 1983                     | Víctor Pecci         | Jaime Fillol            | 2–6, 7–5, 6–4           |
| Santiago (1993–2000)     |                      |                         |                         |
| 1993                     | Javier Frana         | Emilio Sánchez Vicario  | 7–5, 3–6, 6–3           |
| 1994                     | Alberto Berasategui  | Francisco Clavet        | 6–3, 6–4                |
| 1995                     | Sláva Doseděl        | Marcelo Ríos            | 7–6(7–3), 6–3           |
| 1996                     | Hernán Gumy          | Marcelo Ríos            | 6–4, 7–5                |
| 1997                     | Julián Alonso        | Marcelo Ríos            | 6–2, 6–1                |
| 1998                     | Francisco Clavet     | Younes El Aynaoui       | 6–2, 6–4                |
| 2000                     | Gustavo Kuerten      | Mariano Puerta          | 7–6(7–3), 6–3           |
| Viña del Mar (2001–2009) |                      |                         |                         |
| 2001                     | Guillermo Coria      | Gastón Gaudio           | 4–6, 6–2, 7–5           |
| 2002                     | Fernando González    | Nicolás Lapentti        | 6–3, 6–7(5–7), 7–6(7–4) |
| 2003                     | David Sánchez Muñoz  | Marcelo Ríos            | 1–6, 6–3, 6–3           |
| 2004                     | Fernando González    | Gustavo Kuerten         | 6–4, 6–4                |
| 2005                     | Gastón Gaudio        | Fernando González       | 6–3, 6–4                |
| 2006                     | José Acasuso         | Nicolás Massú           | 6–4, 6–3                |
| 2007                     | Luis Horna           | Nicolás Massú           | 7–5, 6–3                |
| 2008                     | Fernando González    | Juan Mónaco             | w/o                     |
| 2009                     | Fernando González    | José Acasuso            | 6–1, 6–3                |
| Santiago (2010–2011)     |                      |                         |                         |
| 2010                     | Thomaz Bellucci      | Juan Mónaco             | 6–2, 0–6, 6–4           |
| 2011                     | Tommy Robredo        | Santiago Giraldo        | 6–2, 2–6, 7–6(7–5)      |
| Viña del Mar (2012–2014) |                      |                         |                         |
| 2012                     | Juan Mónaco          | Carlos Berlocq          | 6–3, 6–7, 6–1           |
| 2013                     | Horacio Zeballos     | Rafael Nadal            | 6–7(2–7), 7–6(8–6), 6–4 |
| 2014                     | Fabio Fognini        | Leonardo Mayer          | 6–2, 6–4                |
| Santiago (2020–prezent)  |                      |                         |                         |
| 2020                     | Thiago Seyboth Wild  | Casper Ruud             | 7–5, 4–6, 6–3           |
| 2021                     | Cristian Garín       | Facundo Bagnis          | 6–4, 6–7(3–7), 7–5      |
| 2022                     | Pedro Martínez       | Sebastián Báez          | 4–6, 6–4, 6–4           |
| 2023                     | Nicolás Jarry        | Tomás Martín Etcheverry | 6–7(5–7), 7–6(7–5), 6–2 |
| 2024                     | Sebastián Báez       | Alejandro Tabilo        | 3–6, 6–0, 6–4           |
| 2025                     | Laslo Djere          | Sebastián Báez          | 6–4, 3–6, 7–5           |

### Dublu
| An                       | Campion                                                    | Finalist                                                   | Scor                 |
| Santiago (1976–1981)     | Santiago (1976–1981)                                       | Santiago (1976–1981)                                       | Santiago (1976–1981) |
| ------------------------ | ---------------------------------------------------------- | ---------------------------------------------------------- | -------------------- |
| 1976                     | Patricio Cornejo Hans Gildemeister                         | Lito Álvarez Belus Prajoux                                 | 6–3, 7–6             |
| 1977                     | Patricio Cornejo Jaime Fillol                              | Henry Bunis Paul McNamee                                   | 5–7, 6–1, 6–1        |
| 1978                     | Hans Gildemeister Víctor Pecci                             | Álvaro Fillol Jaime Fillol                                 | 6–4, 6–3             |
| 1979                     | José Higueras y Jairo Velasco Álvaro Fillol y Jaime Fillol | José Higueras y Jairo Velasco Álvaro Fillol y Jaime Fillol | Not disputed         |
| 1980                     | Belus Prajoux Ricardo Ycaza                                | Carlos Kirmayr João Soares                                 | 4–6, 7–6, 6–4        |
| 1981                     | Hans Gildemeister Andrés Gómez                             | Ricardo Cano Belus Prajoux                                 | 6–2, 7–6             |
| Santiago (1981–1983)     |                                                            |                                                            |                      |
| 1981                     | David Carter Paul Kronk                                    | Andrés Gómez Belus Prajoux                                 | 6–1, 6–2             |
| 1982                     | Manuel Orantes Raúl Ramírez                                | Guillermo Aubone Ángel Giménez                             | Default              |
| 1983                     | Hans Gildemeister Belus Prajoux                            | Julio Goes Ney Keller                                      | 6–3, 6–1             |
| Santiago (1993–2000)     |                                                            |                                                            |                      |
| 1993                     | Mike Bauer David Rikl                                      | Christer Allgardh Brian Devening                           | 7–6, 6–4             |
| 1994                     | Karel Novacek Mats Wilander                                | Tomás Carbonell Francisco Roig                             | 4–6, 7–6, 7–6        |
| 1995                     | Jiří Novák David Rikl                                      | Shelby Cannon Francisco Montana                            | 6–4, 4–6, 6–1        |
| 1996                     | Gustavo Kuerten Fernando Meligeni                          | Albert Portas Dinu Pescariu                                | 6–4, 6–2             |
| 1997                     | Jan Hendrik Davids Andrew Kratzmann                        | Julián Alonso Nicolás Lapentti                             | 7–6, 5–7, 6–4        |
| 1998                     | Mariano Hood Sebastián Prieto                              | Massimo Bertolini Devin Bowen                              | 7–6, 6–7, 7–6        |
| 2000                     | Gustavo Kuerten Antônio Prieto                             | Lan Bale Piet Norval                                       | 6–2, 6–4             |
| Viña del Mar (2001–2009) |                                                            |                                                            |                      |
| 2001                     | Lucas Arnold Tomás Carbonell                               | Mariano Hood Sebastián Prieto                              | 6–4, 2–6, 6–3        |
| 2002                     | Gastón Etlis Martín Rodríguez                              | Lucas Arnold Luis Lobo                                     | 6–3, 6–4             |
| 2003                     | Agustín Calleri Mariano Hood                               | František Čermák Leoš Friedl                               | 6–3, 1–6, 6–4        |
| 2004                     | Juan Ignacio Chela Gastón Gaudio                           | Nicolás Lapentti Martín Rodríguez                          | 7–6(7–2), 7–6(7–3)   |
| 2005                     | David Ferrer Santiago Ventura                              | Gastón Etlis Martín Rodríguez                              | 6–3, 6–4             |
| 2006                     | José Acasuso Sebastián Prieto                              | František Čermák Leoš Friedl                               | 7–6(7–2), 6–4        |
| 2007                     | Paul Capdeville Óscar Hernández                            | Albert Montañés Rubén Ramírez Hidalgo                      | 4–6, 6–4, [10–6]     |
| 2008                     | José Acasuso Sebastián Prieto                              | Máximo González Juan Mónaco                                | 6–1, 3–0, ret.       |
| 2009                     | Pablo Cuevas Brian Dabul                                   | František Čermák Michal Mertinak                           | 6–3, 6–3             |
| Santiago (2010–2011)     |                                                            |                                                            |                      |
| 2010                     | Lukasz Kubot Oliver Marach                                 | Potito Starace Horacio Zeballos                            | 6–4, 6–0             |
| 2011                     | Marcelo Melo Bruno Soares                                  | Lukasz Kubot Oliver Marach                                 | 6–3, 7–6(7–3)        |
| Viña del Mar (2012–2014) |                                                            |                                                            |                      |
| 2012                     | Frederico Gil Daniel Gimeno                                | Pablo Andújar Carlos Berlocq                               | 1–6, 7–5, [12–10]    |
| 2013                     | Paolo Lorenzi Potito Starace                               | Rafael Nadal Juan Mónaco                                   | 6–2, 6–4             |
| 2014                     | Oliver Marach Florin Mergea                                | Juan Sebastián Cabal Robert Farah                          | 6–3, 6–4             |
| Santiago (2020–prezent)  |                                                            |                                                            |                      |
| 2020                     | Roberto Carballés Alejandro Davidovich                     | Marcelo Arévalo Jonny O'Mara                               | 7–6(7–3), 6–1        |
| 2021                     | Simone Bolelli Máximo González                             | Federico Delbonis Jaume Munar                              | 7–6(7–4), 6–4        |
| 2022                     | Rafael Matos Felipe Meligeni Alves                         | André Göransson Nathaniel Lammons                          | 7–6(10–8), 7–6(7–3)  |
| 2023                     | Andrea Pellegrino Andrea Vavassori                         | Thiago Seyboth Wild Matías Soto                            | 6–4, 3–6, [12–10]    |
| 2024                     | Alejandro Tabilo Tomás Barrios Vera                        | Matías Soto Orlando Luz                                    | 6–2, 6–4             |
| 2025                     | Nicolás Barrientos Rithvik Choudary Bollipalli             | Máximo González Andrés Molteni                             | 6–3, 6–2             |